# Eugène Pergeline
	Eugène Antoine Georges Pergeline, né le 13 mai 1853 à Nantes et mort le 21 décembre 1937 à Nantes, est un armateur et industriel français.

## Biographie
Eugène Pergeline est le fils de l'armateur Eugène Pergeline (1823-1910), président du tribunal de commerce de Nantes, et d'Adélaïde Hodé (1826-1903). Il est le neveu du chanoine Jules Pergeline (1821-1898), fondateur et supérieur de l'Externat des Enfants-Nantais, vicaire général du diocèse de Nantes.
Réalisant son 'volontariat' dans une maisons d'armement de Cardiff à partir de 1870, il assure les transports de charbon entre le Pays de Galles et la Loire, avant de rejoindre la Compagnie France-Algérie fondée par son père.
En 1894, il fonde la compagnie les Voiliers Nantais. La dirigeant, il succède rapidement à Jean-Baptiste Lebeaupin en tant que président du conseil d'administration.
Associé à Henri Le Cour-Grandmaison, il fonde la Société anonyme des chantiers nantais de constructions maritimes (1899), et les Chargeurs de l'Ouest (1902). 
En 1905, toujours avec Le Cour Grandmaison, ils font l'acquisition, pour le compte d'une société à créer - les Messageries de l'Ouest - d'une part importante de la flotte de la Compagnie de navigation de basse Loire. Les Messageries de l'Ouest, que préside Pergeline, assuraient des services réguliers sur la Loire et entre Nantes, L'Île-d'Yeu et Belle-Île.
Il est le président-fondateur de la compagnie nationale de sauvetage et de remorquage "France".
Les Voiliers Nantais sont absorbés par les Chargeurs de l'ouest en 1913 et Pergeline prend la suite de Le Cour Grandmaison à la présidence des Chargeurs de l'ouest en 1915.
En octobre 1917, après que la Compagnie nantaise de navigation à vapeur soit rachetée par la Compagnie générale transatlantique et les Chargeurs de l'Ouest, Pergeline en devient le président et administrateur délégué. À sa mort en 1937, suivant sa volonté, la Compagnie nantaise de navigation à vapeur est absorbée par les Chargeurs de l'Ouest devenant la Compagnie nantaise des chargeurs de l'Ouest.
Il est également vice-président des Chantiers Dubigeon et de la Société maritime auxiliaire de transports, ainsi qu'administrateur de la Compagnie du chemin de fer de Paris à Orléans, de la Société générale de touage et de remorquage (SGTR), de la Société des consignataires réunis et du Crédit nantais.
Investissant dans l'industrie minière et métallurgique, administrateur délégué de la Compagnie des charbons et briquettes de Blanzy et de l'Ouest,, il préside le conseil d'administration de la Compagnie minière armoricaine et siège à celui des Forges de Basse-Indre.
Président du Syndicat des armateurs de l'Ouest et de l'Union générale des armateurs de France, il devient vice-président du comité central des Armateurs de France au moment de sa fondation en 1903 (il donne sa démission en 1930, en devenant président d'honneur) et de l'Union internationale des armateurs de navires à voile, et préside la délégation française lors de la première Conférence internationale des armateurs de Voiliers organisée en 1904 à Paris. Sa position lui permet de facilité au gouvernement la délicate tâche de ravitaillement des armées et du pays, lui valant d'être décoré de l'ordre de la Légion d'honneur.
Vice-président (1920-1921) puis président honoraire de la Chambre de commerce de Nantes, il est président du comité consultatif du port de Nantes, membre du conseil supérieur de la navigation maritime et du bureau de l'Association d'études économiques France-États-Unis, du Syndicat des armateurs français, administrateur de la Maison du marin et du bureau de placement paritaire de Nantes.
Il prend part à la création du Club de Golf de Nantes le 24 décembre 1921.

## Hommages et distinctions
- Officier de la Légion d'honneur (1919)

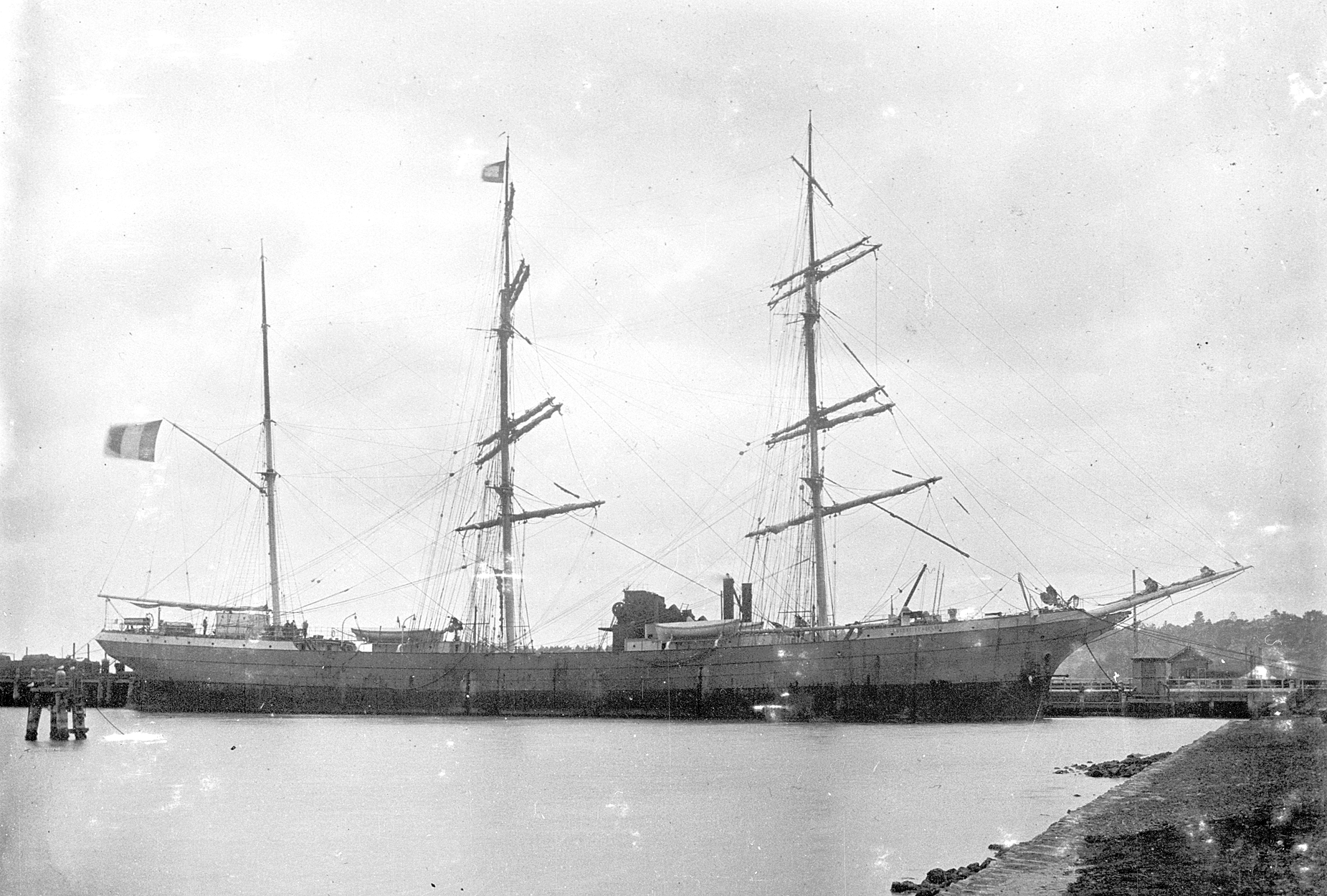
LEugène Pergeline, trois-mâts barque.

- Officier de l'ordre du Mérite maritime (1930), lors de la 1re promotion
- L'Eugène Pergeline, trois-mâts barque
- Rue Eugène-Pergeline, à Nantes[6]